# 009-1
009-1 (яп. ゼロゼロナイン・ワン Дзэро Дзэро Найн Ван) — манга, придуманная и нарисованная Сётаро Исиномори. Манга публиковалась еженедельно издательством Futabasha с 1967 по 1970 г., затем ненадолго вернулась в 1974 году. История о Милене Хоффман (яп. ミレーヌ・ホフマン Мирэну Хофуман), женщине-киборге которая работает в качестве секретного агента. Японское название манги  009ノ1 или «Дзэро Дзэро Ку-но-ити» является игрой слов на куноити (женщина-ниндзя) и на занятие главного героя (шпионаж). Аниме было лицензировано компанией A.D. Vision на территории Северной Америки. В 2008 году лицензия была передана компании Funimation Entertainment.
В 2013 году по мотивам манги был снят игровой фильм 009-1: The End of the Beginning, режиссёром которого стал Коити Сакамото, а главную роль исполнила актриса Маюко Иваса. Также в съёмках фильма примут участие Минэхиро Киномото, Нао Нагасава, Мао Итимити, Сидзука Мидорикава, Наото Такэнака и Ая Сугимото.

## Персонажи
Милен Хоффман (009-1)
Джуди Мур (009-2)
Ванесса Ибер (009-3)
Берта Кестнер (009-4)
Сальма Бандерас (009-5)
Фэй Чан (009-6)

## Список серий
1. Лазутчики (яп. 潜入者たち Сэню:ся-тати ). 2006-10-05.
2. Святая ночь (яп. 聖夜 Сэйя). 2006-10-12.
3. Круто сваренные (яп. ハードボイルド Ха:до Бойрудо ). 2006-10-19.
4. Приглашение от Старого замка (яп. 古城よりの招待状 Кодзё: Ёри но Сё:тайдзё:). 2006-10-26.
5. Женщина из золота (яп. 黄金の女 О:гон но Онна ). 2006-11-02.
6. ПОП (яп. ポップ Поппу). 2006-11-09.
7. Порт (яп. 港 Минато). 2006-11-16.
8. Календарь прошлого (яп. 昨日の暦 Кино: но Коёми). 2006-11-23.
9. Месть (яп. 復讐 Фукусю). 2006-11-30.
10. Обратный взрыв (яп. 逆爆発 Гяку-бакухацу). 2006-12-07.
11. Исход (яп. 脱出 Дассюцу). 2006-12-14.
12. Рассвет (яп. 夜明け Ёакэ). 2006-12-21.

- Дополнительный эпизод. «R&B».